# Trallpunk
Trallpunk är en svensk punkstil som bygger på trallvänliga melodier, snabb trumtakt och ofta politiska (mest vänsterinriktade) eller berättande texter. Trallpunkens pionjärer sägs vara Asta Kask och Strebers, dock råder det delade meningar om detta. Trallpunken fick en ökad popularitet under en del av 1990-talet, mycket tack vare Kafé 44:s punkscen i Stockholm och bandet De Lyckliga Kompisarna.
Idag lever trallpunken vidare och några av banden som sägs spela punk i denna stil är exempelvis Varnagel, Slutstation Tjernobyl, KKPA, Lastkaj 14 och De Lyckliga Kompisarna.

## Historia
Trallpunken uppstod någon gång mellan 1980-talets slut och det tidiga 1990-talet, då ur den mer melodiösa och svenska hardcorepunken. Trallpunkbanden influerades av kända band som Strebers och Charta 77, men även mindre kända som till exempel Puke, Happy Farm, Kravallsubban Lever och Total Egon.
Ofta råder det delade meningar om vilka band som egentligen spelar trallpunk, men många kallar de ovan nämnda banden för trallpunk. 
Andra exempel på tidiga band eller band som betytt mycket för genren är Varnagel, Räserbajs, Radioaktiva räker, De Lyckliga Kompisarna, Sector Sexs och Sofistikerat Svammel med flera. Andra band som är mer skate- och poppunk-influerade och som sjunger på svenska, till exempel Skumdum, betecknas ofta som trallpunkband.

## Kamel Records och andra viktiga skivbolag
Den som intresserar sig för trallpunkens historia kommer troligen att upptäcka Kamel Records, en underetikett till Birdnest Records, vilket har släppt ett flertal trallpunkskivor. Kamel Records bildades 1992 av Stephan "Kamelen" Johansson som även bidrog till Birdnest Mailorder. Några band som etiketten släppt skivor med är Räserbajs, Charles Hårfager, Skumdum, Mögel, Tondöv Terror, Harlequin, Varnagel, Slutstation Tjernobyl med flera.
Ett annat skivbolag är Beat Butchers som släppt skivor med band som Coca Carola, Radioaktiva räker och Köttgrottorna.
En majoritet av all trallpunk som getts ut är dock utgiven på småbolag eller av banden själva. Samlingskassetter och -skivor har varit ett mycket vanligt förekommande för att marknadsföra nya band. Där har Definitivt 50 spänn-serien haft en stor betydelse, liksom Snorgrönt Records tre samlingsskivor Svinfint, Levande flådd och Antifascistisk offensiv samt Rosa Honung Records som släppte skivor med bland annat Asta Kask.

## Exempel på band
- Asta Kask
- Charta 77
- Coca Carola
- De Lyckliga Kompisarna
- Dia Psalma
- Dökött
- Greta Kassler
- Hans & Greta
- KKPA
- Krymplings
- Köttgrottorna
- Lastkaj 14
- M.I.D.
- Mimikry
- Radioaktiva Räker
- Räserbajs
- Rasta Knast
- Skumdum
- Slutstation Tjernobyl
- Snorting Maradonas
- Sofistikerat Svammel
- Strebers
- Sällskapsresan
- Troublemakers
- Varnagel